# Urban Dahllöf
Urban Sigurd Dahllöf, född 11 november 1928 i Göteborg, död 28 augusti 2014 i Uppsala, var en svensk pedagog. Han var son till författaren Sigurd Dahllöf och folkskolläraren Karin Dahllöf, född Hansson. Han var gift med filosofie licentiat Tordis Larsson från 1950.
Dahllöf blev filosofie licentiat vid Uppsala universitet 1956, filosofie doktor och docent i pedagogisk psykologi vid Stockholms universitet 1960. Han var professor i pedagogik vid Göteborgs universitet 1972-1976 och vid Uppsala universitet 1976-1993. Han blev 1987 ledamot av både Vitterhetsakademien och av Vetenskapsakademien.
Urban Dahllöf var forskningsassistent vid Studieförbundet Näringsliv och Samhälle 1957-1960, extra universitetslektor i Göteborg 1960-1963, tillförordnat undervisningsråd 1962-1963, forskardocent vid Lärarhögskolan i Stockholm 1963-1966, universitetslektor i pedagogik i Göteborg 1965-1972, extra laborator där 1966-1969. Han hade en forskartjänst vid Statens råd för samhällsforskning 1969-1972, var byråchef Universitetskanslerämbetet 1973-1975, visiting professor vid University of Melbourne 1984, forskningschef vid universitetet i Trondheim 1991-1997, professor vid högskolan i Volda 1994-1999 och projektledare vid Mitthögskolan 1991-1996.